# Georg Alexander Pick
Georg Alexander Pick (ur. 10 sierpnia 1859 w Wiedniu, zm. 26 lipca 1942 w Terezinie) – austriacki matematyk, odkrywca wzoru nazwanego jego imieniem na obliczanie pola figury za pomocą punktów kratowych. Zmarł w obozie koncentracyjnym Theresienstadt.

## Życiorys

### Dzieciństwo i młodość
Georg Alexander Pick urodził się w Wiedniu 10 sierpnia 1859 roku. Jego rodzice to Josefa Schleisinger i Adolf Josef Pick. Na początku uczył go Ojciec, dopiero w wieku jedenastu lat dołączył do czwartej klasy Leopoldstaedter Communal Gymnasium. Końcowe egzaminy zdał w roku 1875, mając 16 lat.

### Studia
Dokładnie w roku zdania egzaminów Pick rozpoczął studia na Uniwersytecie Wiedeńskim. Wybrał dwa kierunki- matematykę i fizykę. Oba ukończył w roku 1879.
W 1880 roku Leo Koenigsberger nagrodził go doktoratem za elaborat Über eine Klasse abelscher Integrale (O klasie całek abelowych).
Po uzyskaniu doktoratu Pick został powołany na asystenta Ernsta Macha na Uniwersytecie Karola Ferdynanda w Pradze.
W roku 1881 z pracą habilitacyjną Über die Integration hyperelliptischer Differentiale durch Logarithmen (Całkowanie hiperelipliptycznych różnic przez logarytmy) zyskał prawo do wykładania na Uniwersytecie w Pradze.
W latach 1900–1901 Pick został też dziekanem wydziału filozofii.
Nadzorował około dwudziestu studentów przy ich doktoratach. Najbardziej znanym był Charles Loewner.

### Praca
W ciągu swojej kariery Pick napisał aż 67 prac o bardzo rozległej tematyce. Obejmuje ona m.in. algebrę liniową, rachunek całkowy, teorię potencjału, i geometrię. Dzisiaj jednak najbardziej pamiętany jest za wzór, który po raz pierwszy ukazał się w 1899 roku w jego pracy „Geometrisches zur Zahlenlehre”. Można za jego pomocą obliczyć pole figury (tutaj: P) z punktów kratowych wewnątrz niej (tutaj: W) i na jej granicach (tutaj: B).
{\displaystyle P=W+0.5B-1}
Początkowo wzór nie wzbudził zbyt wielkiego zainteresowania. Znany stał się, dopiero gdy w 1969 roku Hugo Steinhaus umieścił go w swojej książce „Kalejdoskop matematyczny”.

### Przyjaźń z Albertem Einsteinem
W 1910 roku Pick znalazł się w komisji mającej rozważyć przyjęcie Alberta Einsteina na uniwersytet. Został jednym z największych zwolenników tego pomysłu i doprowadził do ostatecznej akceptacji nieodkrytego jeszcze w tamtym czasie geniusza. Einstein pozostał tam do 2 lata będąc w tym czasie bliskim przyjacielem matematyka. Łączyła ich nie tylko nauka, ale też zamiłowanie do muzyki. Pick grający w kwartecie z trzema innymi profesorami zapoznał go z naukową i muzyczną społecznością w Pradze.

### Starość i śmierć
Po przejściu na emeryturę w 1927 roku Pick powrócił do Wiednia-miasta swojego narodzenia, jednak pozostał tam tylko do czasu wcielenia Austrii do III Rzeszy. Wrócił do Pragi, gdzie także po niedługim czasie wmaszerowały wojska niemieckie.
13 lipca 1942 roku Pick został wysłany do obozu koncentracyjnego Theresienstadt, gdzie zmarł dwa tygodnie później w wieku 82 lat.